# Nombre de Cameron
Le nombre de Cameron permet de définir l'efficience d'un système de régulation par rapport à l'écoulement d'un fluide.
Ce régime thermique est conditionné par le nombre de Cameron (Ca), ou par son inverse, le nombre de Graetz (Gr).
On le définit de la manière suivante :
{\displaystyle C_{a}={\frac {1}{Gr}}={\frac {a\;L}{V\;h^{2}}}}
- Si Ca < 10-2 : Le régime thermique est adiabatique et la régulation n'a aucune influence sur l'écoulement.

Dans ce cas on peut estimer l'ordre de grandeur de l'échauffement par :
{\displaystyle \Delta T={\frac {\Delta p}{\rho _{c}}}}
- Si Ca > 10-2 : Le régime est transitoire et la conduction thermique depuis les parois peut commencer à être efficace.

avec :
- Ca - Nombre de Cameron
- Gr - Nombre de Graetz
- a - Diffusivité thermique [m2/s] : {\displaystyle a={\frac {\lambda }{\rho }}_{c}}
- λ - conductivité thermique
- ρc - Capacité thermique volumique [J⋅K−1⋅m−3]
- V - Vitesse du fluide [m/s]
- L - Longueur caractéristique de l'écoulement [m]
- Δp - Perte de charge [Pa]

## Sources
- François Bilteryst, Aspects généraux de la mécanique des fluides et des transferts thermiques, 2005.